# Ligdia sinica
Ligdia sinica är en fjärilsart som beskrevs av Yang 1978. Ligdia sinica ingår i släktet Ligdia och familjen mätare. Inga underarter finns listade i Catalogue of Life.